# بلبان أباد
بلبان أباد (بالفارسية: بلبان‌آباد) هي منطقة سكنية تقع قضاء بلبان آباد التابع لمدينة دهغولان في محافظة كردستان غرب إيران. يقدر عدد سكانها بـ 3,464 نسمة.